# Gaetano Peretti

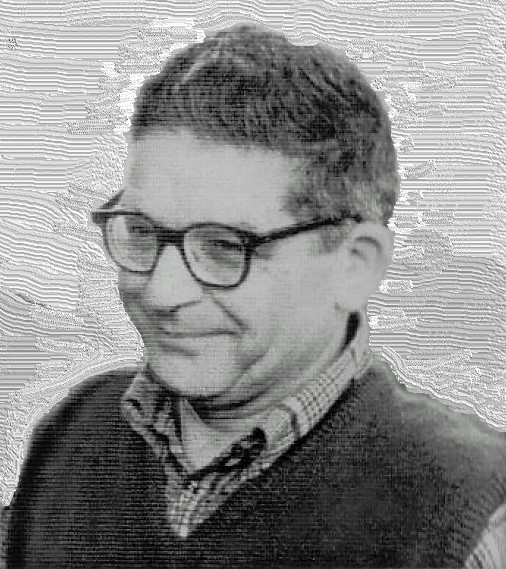
Gaetano Peretti (1924-1992) fu attivista cattolico, politico e filosofo veronese

Gaetano Peretti (Soave, 22 gennaio 1924 – Verona, 12 febbraio 1992) è stato un filosofo, attivista e politico italiano cattolico veronese.

## Biografia
Gaetano Peretti, nato a Soave il 22 gennaio 1924, si laureò in Filosofia alla Cattolica di Milano. Fu allievo di Giuseppe Zamboni ed insegnante di Storia e Filosofia nello storico Liceo Classico Statale Scipione Maffei di Verona. Pubblicò studi su autori quali Carlo Cattaneo, Oswald Spengler, Giuseppe Zamboni, Siro Contri, Eric Weil,  e Tommaso Demaria.
Partecipò attivamente alla vita politica veronese militando dal 1953 nelle ACLI e poi nel partito cattolico cristiano DC  in gruppi di minoranza.
Nel 1971 fu, insieme ad altri, iniziatore delle Libere Acli, movimento di lavoratori cristiani staccatosi dalle ACLI a seguito della svolta socialista di Vallombrosa.
Conosciuta la proposta laica del nuovo modello di sviluppo cristiano di Tommaso Demaria divenne assertore, promotore e divulgatore del realismo dinamico prima tramite le Libere Acli e successivamente in altri movimenti di lavoratori quali il Micl ed infine nel movimento culturale Movimento Ideoprassico Dinontorganico( MID).
Nel 1980 fu eletto come Consigliere Comunale in rappresentanza di Avesa, frazione di Verona, di cui fu attivo animatore delle attività culturali e parrocchiali tra le quali la fondazione della compagnia teatrale amatoriale La Pocostabile (1979) tuttora attiva nei teatri cittadini.
Nel 1984 dopo alcuni viaggi con la moglie Lucia Ruina a Medjugorje, ove dal 1981 si verificavano fatti di devozione mariana, conosciuti alcuni dei presunti veggenti, divenne assiduo frequentatore dei luoghi. Nel 1985 viene acclamato come presidente del Movimento Maria Regina della Pace che teneva i contatti e coordinava circa 300 gruppi di preghiera in Italia ed alcuni in altri paesi. Superando una inflessibile opposizione del Vescovo di Verona, organizzò una giornata di preghiera mariana all’Arena di Verona il 21 settembre 1986 con ampia partecipazione di fedeli e personalità note. In quella sede promosse una riunione preghiera in piazza San Pietro a Roma che si tenne il successivo 8 dicembre.
Morì a Verona il 12 febbraio 1992.

### Gaetano Peretti e la nascita delleLibere Acli
Gaetano Peretti fu un aclista molto attivo fin dal 1953. Nel 1968 sotto la presidenza di Livio Labor le ACLI a maggioranza votarono la svolta “socialista” di Vallombrosa. Quella svolta portava con sé gli esiti di una lettura in chiave marxista della società. Dopo alcune contestazioni da parte della CEI  a partire dal marzo 1970, a quelle ACLI la cosiddetta "sconfessione" di Paolo VI giunse il 19 giugno 1971. I primi a manifestare il dissenso furono i giovani delle ACLI al congresso di Peschiera nel 1970.  All’inizio del 1971 Peretti con altri iniziò a contattare sezioni ACLI del nord Italia e poi del centro e del sud per coordinare un’azione forte di contrasto alla gestione socialista del nuovo presidente ACLI Emilio Gabaglio. Si susseguivano tra gli aclisti dissidenti, voci di separazione dalle ACLI ma nessuna sezione prendeva l’iniziativa drastica che comportava la frattura delle ACLI e con esse, del fronte dei lavoratori cattolici italiani. Peretti partecipò, chiamato a Roma dai dirigenti ACLI della minoranza dissenziente , a due riunioni nel gennaio 1971. Fu anche il promotore di una raccolta di firme per la separazione dalle ACLI ma a quegli intenti non seguivano fatti concreti. Ad innescare la scissione contribuì Giuseppe Macario, sacerdote torinese impegnato nella assistenza ai profughi dell’Istria e della Dalmazia e fratello di Luigi Macario sindacalista che al tempo era segretario generale della FIM -CISL e vicesegretario nazionale della CISL. Don Macario chiese all’onorevole Michelangelo Dall'Armellina di contattare qualcuno che avesse la determinazione necessaria per affrontare la decisione di separarsi dalle ACLI e di sostenere le relative conseguenze. Fu indicato il prof. Gaetano Peretti allora referente della sezione ACLI di Avesa, un quartiere di Verona. A Verona don Macario incontrò Peretti che dopo aver consultato altri presidenti di sezioni ACLI veronesi, propose al circolo ACLI di Avesa di votare la fuoriuscita dalle ACLI nazionali. Fu deciso di incontrare altri rappresentanti di sezioni ACLI di Torino, di Alessandria, di alcune località del Piemonte, della Lombardia, del Veneto, della Liguria e dell'Emilia, a Milano il 7 febbraio 1971 nella sala del dopolavoro ferroviario sotto la stazione centrale. Don Macario avvertì Peretti che sarebbe stato presente il prof. Tommaso Demaria, filosofo e sociologo docente all'Ateneo Salesiano di Torino, come relatore sui motivi dottrinali che consigliavano di uscire dalle ACLI.  Alla riunione presieduta da Gaetano Peretti, secondo gli organizzatori erano rappresentate un centinaio di sezioni e circoli Acli, furono fondate le Libere Acli dell'Italia Settentrionale. La riunione avvenne in presenza di giornalisti che riportarono la notizia su varie testate nazionali dal giorno successivo. La motivazione della frattura era l’incompatibilità ideologica tra la svolta socialista ed il magistero della chiesa Cattolica che era a fondamento cristiano originario delle ACLI come evidenziò Peretti nella sua lunga relazione. La relazione del Prof. Tommaso Demaria raccolse grande interesse e consenso dai presenti, e diede un solido fondamento teoretico alle ragioni della scissione. Peretti così la descrive in una sua memoria di quel giorno:”Quello che mi colpì più di tutto nell'incontro fu la relazione di don Demaria. Davvero egli prospettava una profonda cultura su basi ontologiche validissime, che comprendeva non solo le nostre prospettive sull'azienda e sullo Stato, ma supportava, fondandolo, anche il pensiero dei "liberi lavoratori" veronesi. La strada dottrinale, la linea culturale del nuovo movimento era aperta. Qualsiasi altro movimento, anche soprattutto quello politico vi trovava il suo insostituibile fondamento.” La pubblicazione Sette domande sulla svolta di Vallombrosa e sette risposte delle Libere Acli ne raccoglie i contenuti.  Successivamente in altri incontri e con altre pubblicazioni il prof. Demaria delineò la “ideologia cristiana” che oggi verrebbe definita il nuovo modello di sviluppo, che le Libere Acli adottarono come proprio fondamento.
La notizia della frattura apparsa sui giornali, gettò scompiglio nelle Acli e nel mondo cattolico e politico. La reazione delle Acli Nazionali guidate da Gabaglio fu immediata: deferimento ai probi viri degli scissionisti ancora iscritti alle ACLI. I dirigenti Acli di minoranza (circa 15 su 95) ancora in carica non si dimisero. Le prime dimissioni avvennero alcune settimane dopo e si seguirono a piccoli gruppi fino alla fine del 1971. Le Libere Acli furono fondate con statuto e atto notarile a Roma il 2 maggio 1971 in una assemblea che radunò 200 delegati da 39 provincie.Nel maggio 1971 la minoranza con le Libere Acli controllò 15 provincie per una stima di circa 150.000 tra iscritti ed aderenti ai servizi ACLI. Carlo Borrini ne divenne presidente il 12 maggio 1971. Subito iniziarono azioni legali contro le nuove Libere Acli intentate dalle ACLI nazionali per l’uso del nome ACLI e relativamente all’uso delle risorse e dei beni delle singole sezioni separatiste. Per questo fu necessario mutare il nome delle Libere Acli e a Roma il 1º novembre 1971 si costituisce il "Movimento Cristiano dei Lavoratori Italiani" (MoCLI) , con presidente ancora Carlo Borrini. Gaetano Peretti in costante relazione e confronto con le altre nuove sigle rimase alla testa di quelle sezioni di Libere Acli che non confluirono nel neonato MoCLI. Successivamente una terza frattura dalle ACLI nazionali avvenne l'8 dicembre 1971 a Roma con la fondazione delle "FederACLI" che poco dopo mutarono il nome in FederACL con a capo gli onorevoli Giovanni Bersani e Michelangelo Dall'Armellina. Prima delle scissioni le Acli contavano oltre 700 000 iscritti e altri 300 000 iscritti ai servizi sociali collaterali. Le tre nuove formazioni Libere Acli , MoCLI e FederACL contarono 250 000 iscritti. Alle Acli non rinnovarono l'iscrizione altri 180 000 soci. MoCLI e FederACL si uniranno a Roma l'8 dicembre 1972 per costituire il Movimento Cristiano Lavoratori o MCL. Gaetano Peretti continuò a condurre il gruppo delle originarie Libere Acli che propugnavano il nuovo modello di sviluppo cristiano ben delineato dal prof. Demaria.  Peretti a nome delle Libere Acli pose come condizione alla confluenza nell'MCL di poter continuare a sviluppare e mantenere gli studi e gli approfondimenti della nuova linea culturale del nuovo modello di sviluppo cristiano,  alternativo sia al socialismo-marxismo, che al capitalismo. L’ MCL adottò una linea culturale di “capitalismo dal volto umano” ed escluse esplicitamente i circoli delle Libere Acli propugnatori della " ideologia cristiana" ovvero del nuovo modello di sviluppo cristiano. Peretti con il prof. Demaria e don Macario tentarono ogni via comporre la disputa culturale con l'MCL senza ottenere risultati. Dopo il 1973 con l'avvento nelle ACLI della presidenza di Marino Carboni e l’abbandono della “svolta socialista” la frattura ideologica all'origine della nascita delle Libere Acli  fu parzialmente ricomposta e le Libere Acli esaurito il loro compito di opposizione riconfluirono in buona parte nelle ACLI nazionali. Da Peretti e Demaria assieme da altri protagonisti tra i quali l'armatore Giacomo Costa, il professore televisivo e direttore dei Comitati Civici Ugo Sciascia,  venne mantenuto vivo l'impulso alla diffusione culturale del nuovo modello di sviluppo cristiano attraverso associazioni di lavoratori cristiani, quali il MICL, pubblicazioni di libri e di periodici quali Nuova Presenza Cristiana, il Movimento Ideoprassico Dinontorganico MID, i corsi al Fraterno Aiuto Cristiano FAC con Paolo Arnaboldi a Roma.

## Opere
- Siro Contri tra gnoseologia e storiosofia, Theorein , n. 2, pp. 65 e ss, 1969
- In ricordo di Siro Contri, L'Arena, 26 gennaio 1969
- Il tramonto dell'occidente dello Spengler, Milano, Giuffrè, 1971
- Mons. Zamboni a cent'anni dalla nascita, Verona Fedele, 12 ottobre 1975
- Atti del Congresso internazionale Tommaso d'Aquino nel suo settimo centenario (Roma-Napoli, 17-24 aprile 1974). 9: Il cosmo e la scienza. Spazio e Tempo nel pensiero di Tommaso D'Acquino e nell'attuale gnoseologia, Napoli, Edizioni Domenicane Italiane, 1978, pp 415-421
- La Filosofia morale di ÈRJC WEIL: presentazione e critica, Verona, Libreria Editrice Universitaria, 1979
- Saggio sul pensiero filosofico, economico e storico di Carlo Cattaneo, Verona, Libreria Editrice Universitaria, 1979
- Parrocchia e comunità. Note storiche,  in Avesa, Verona, La Consortia di Avesa, 1979, pp.153-1 72
- Linguaggio, persuasione, verità : atti del 28. Congresso nazionale di filosofia tenutosi in Verona dal 28 aprile al 1 maggio 1983 della Società filosofica italiana. Linguaggio, Padova, CEDAM, 1984, pp 275-278
- Itinerari e prospettive del personalismo. Scritti in onore di Giovanni Giulietti in Ricerche di Filosofia e di Storia della Filosofia n 4, Milano, Istituto Propaganda Libraria, 1986
- Il Poema di Avesa. Il sogno della Commedia Antica , in Avesa 2 e la sua valle, Verona, Il sogno, 1987, pp .66 1-696
- Severino e la filosofia, oggi, in Nuove Prospettive I, Verona, Il Segno Editrice, 1988, pp 13-15
- L’ontologia realistico-dinamica di Tommaso Demaria: compendio e presentazione I, in Nuove Prospettive II, Verona, Il Segno Editrice, 1989, pp 25-32
- L’ontologia realistico-dinamica di Tommaso Demaria: compendio e presentazione II, in Nuove Prospettive III, Verona, Il Segno Editrice, 1990, pp 27-29
- L’ontologia realistico-dinamica di Tommaso Demaria: compendio e presentazione III, in Nuove Prospettive IV, Verona, Il Segno Editrice, 1991, pp 46-51
- Maria,… Tu qui?, Verona, Copygraph, 2002